# 松崎警察署
松崎警察署（まつざきけいさつしょ）は、かつてあった静岡県警察管轄の警察署である。
2013年（平成25年）4月1日より下田警察署松崎分庁舎となった。
2017年（平成29年）8月24日、静岡県第4次地震被害想定を受けて、津波浸水域外の旧松崎町立中川小学校跡地（海岸から約4キロ、海抜約20メートル）に新築・移転した。

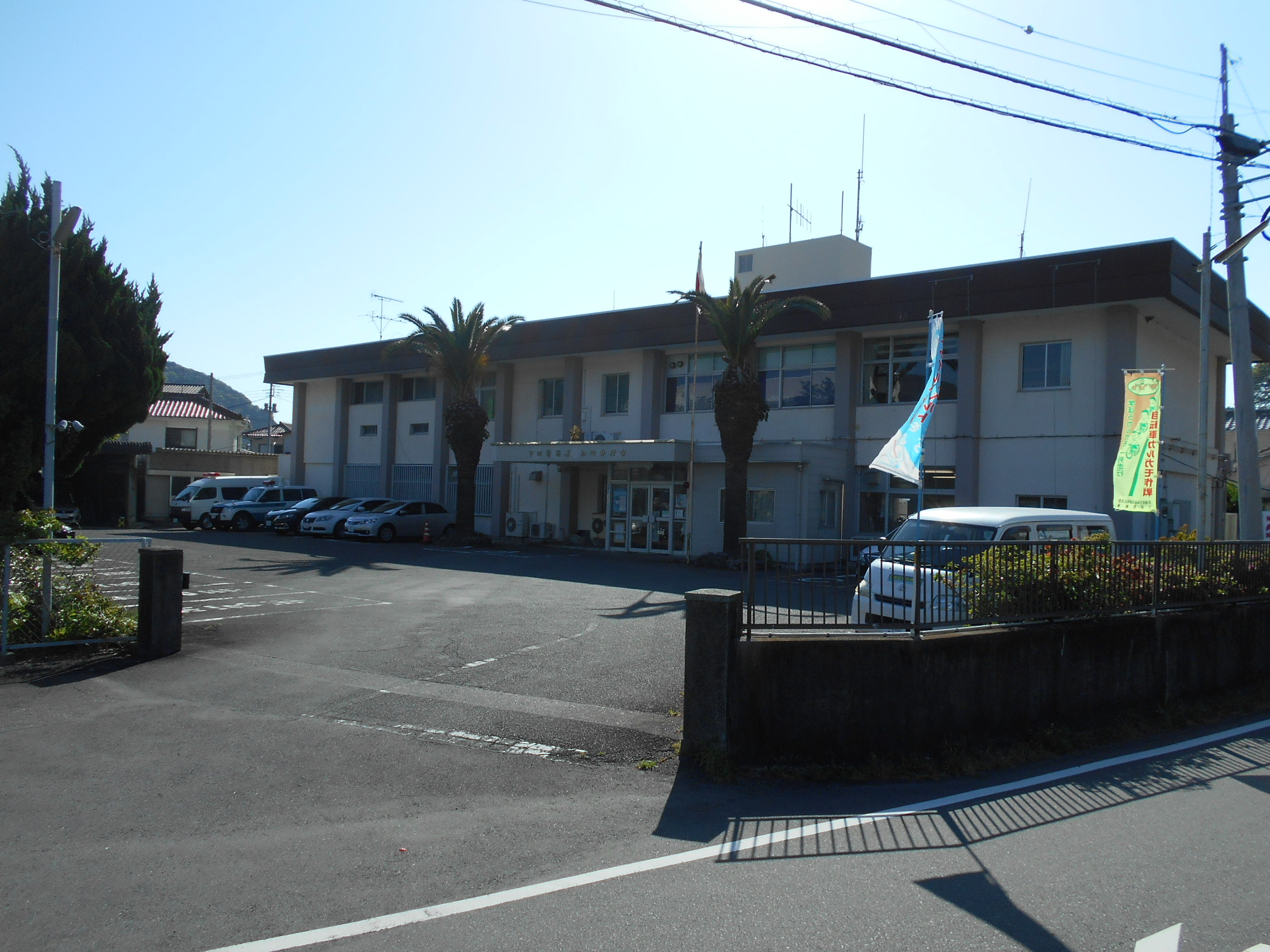

## 所在地
- 静岡県賀茂郡松崎町峰輪440番地9

## アクセス
- 伊豆急行伊豆急行線伊豆急下田駅または蓮台寺駅から東海バスバサラ峠経由松崎・堂ヶ島・宇久須行きにて「しろかに橋」停留所下車、徒歩すぐ。

## 管轄区域
- 賀茂郡
  - 松崎町
  - 西伊豆町

## 組織
- 署長
- 次長
- 刑事・生活安全課
- 地域課
- 交通課
- 警備課

## 交番
- 堂ヶ島交番

## 駐在所
- 田子駐在所
- 岩科駐在所
- 中川駐在所
- 石部駐在所
- 宇久須駐在所